# Trboušany
Trboušany (deutsch Pausche) ist eine Gemeinde in Tschechien. Sie liegt neun Kilometer südöstlich von Ivančice und gehört zum Okres Brno-venkov.

## Geographie
Trboušany befindet sich rechtsseitig der Jihlava im Nordwesten der Thaya-Schwarza-Senke. Gegen Westen erstreckt sich das Waldgebiet Krumlovský les. Nordwestlich erhebt sich die Kobyla (355 m).
Nachbarorte sind Dolní Kounice im Norden, Mělčany im Nordosten, Pravlov und Němčičky im Osten, Kupařovice und Malešovice im Südosten, Loděnice im Süden, Jezeřany-Maršovice im Südwesten, Durdice und Moravský Krumlov im Westen sowie Bidkovice und Nové Bránice im Nordwesten.

## Geschichte
Archäologische Funde belegen eine Besiedlung der Gegend bis zur Altsteinzeit. Zu dieser Zeit wurde im Krumlovský les Hornstein gewonnen.
Die erste schriftliche Erwähnung des zu den Besitzungen des Klosters Rosa Coeli gehörenden Dorfes Pausche erfolgte im Jahre 1537. Der Ort wurde von deutschen Siedlern angelegt und war ein rein bäuerliches Dorf. Im Laufe der Zeit kam neben dem Ackerbau noch der Weinbau aus Ernährungsquelle hinzu. Nach dem Untergang des Klosters war Pausche bis zur Mitte des 19. Jahrhunderts der Herrschaft Kanitz untertänig. Besitzer waren die Fürsten Dietrichstein und nach deren Aussterben die Grafen von Herberstein.
Nach der Aufhebung der Patrimonialherrschaften bildete Pausche/Trbušany ab 1850 eine Gemeinde in der Bezirkshauptmannschaft Auspitz. Ab 1880 gehörte sie zum Bezirk Brünn. 1921 wurde die Gemeinde dem Okres Brno-venkov zugeordnet. Die deutschen Bewohner wurden nach dem Zweiten Weltkrieg vertrieben. Zwischen 1948 und 1960 gehörte Trboušany zum Okres Rosice. Nach dessen Aufhebung kam Trboušany zum Okres Brno-venkov zurück. Die Gemeinde führt ein Wappen und Banner.

## Gemeindegliederung
Für die Gemeinde Trboušany sind keine Ortsteile ausgewiesen.

## Sehenswürdigkeiten
- klassizistischer Glockenturm, am Kindergarten, errichtet im 19. Jahrhundert. 1998 wurde das Bauwerk saniert.
- Statue des hl. Johannes von Nepomuk, neben dem Glockenturm. Die einfache und bemalte Figur ist wahrscheinlich das Werk eines Ortsansässigen. Sie besitzt wenig künstlerische Qualitäten.
- Naturdenkmal V Olších, Reste eines Auwaldes am nordwestlichen Ortsrand